# Isla (Tay)
Der Isla ist ein Fluss, der an der Grenze der schottischen Council Areas Angus und Perth and Kinross durch den Zusammenfluss der Bergbäche Caenlochan Burn und Canness Burn vor der Ostflanke des Monega Hill in den Grampians entsteht.

## Geographie
Die Quellbäche Caenlochan Burn und Canness Burn entspringen an den Hängen des Cairn of Claise beziehungsweise des Glas Maol nahe der Grenze zwischen Angus und dem benachbarten Aberdeenshire im Südteil der Cairngorms. Sie entspringen auf einer Höhe von höchstens 945 Metern. Nach wenigen Kilometern vereinen sie sich vor der Ostflanke des Monega Hill auf etwa 460 Metern Höhe zum Isla.
Der Isla fließt zunächst vornehmlich nach Süden beziehungsweise Südosten ab. Entlang seines Laufs münden zahlreiche Bäche ein. Ab der Einmündung des Melgam Waters markiert der Isla für mehrere Kilometer die Grenze zwischen Angus und Perth and Kinross. Zwischen Bridge of Craigisla und Alyth bildet der Isla die Wasserfälle Reekie Linn. Bei Ruthven fließt der Alyth Burn von rechts zu. Südlich liegt die mehr als 400 Meter lange Flussinsel Stanners Island in seinem Lauf. Jenseits von Alyth und Meigle dreht sein Lauf für das letzte Drittel seiner Länge nach Südwesten. Auf der Strecke bis Coupar Angus münden mit dem Dean Water und dem Ericht die Hauptzuflüsse von links beziehungsweise rechts ein. Nach einem Lauf von 74 Kilometern durch eine dünnbesiedelte Region der Highlands mündet der Isla bei Meikleour in den Tay.

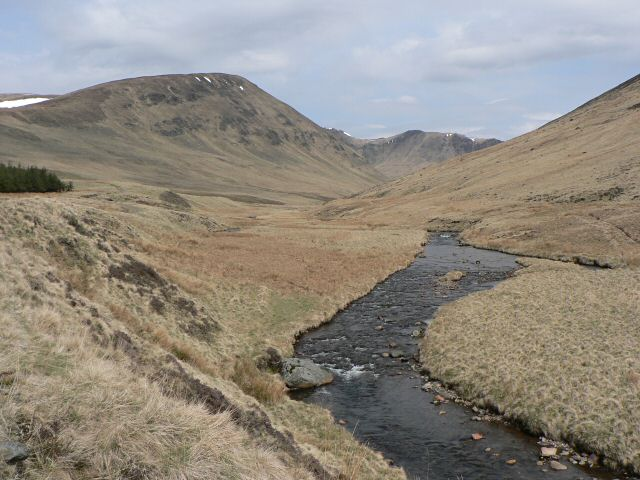
Oberlauf des Isla
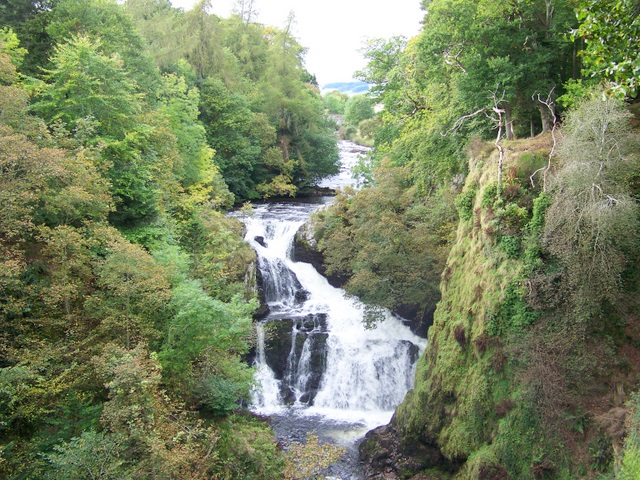
Wasserfall Reekie Linn
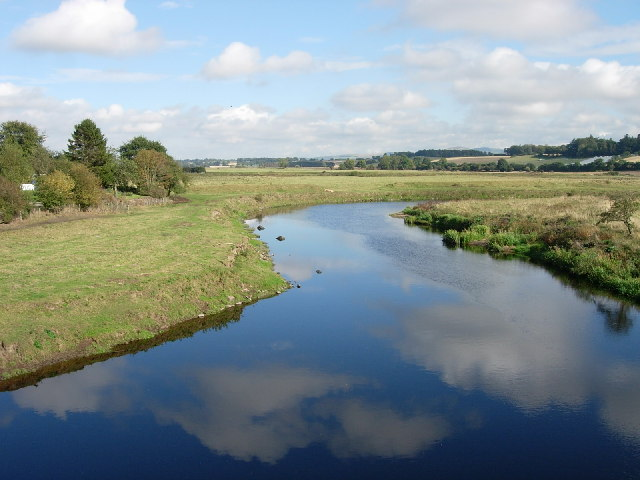
Blick von der Bridge of Couttie nahe Coupar Angus

## Brücken
Südlich von Forter Castle überspannt die denkmalgeschützte Bridge of Forter den Fluss mit einem Bogen. In Brewlands Bridge überspannt die Old Bridge of Brewlands den Fluss. Auch die Glenisla School Bridge sowie die Bridge of Craigisla (Querung der B954) nahe dem Weiler Kilry sind denkmalgeschützt. Die Bridge of Dillavaird führt eine untergeordnete Straße nördlich von Ruthven über den Isla. Sie wurde 1850 errichtet. In Ruthven überspannt die heute obsolete Old Bridge den Fluss mit zwei Segmentbögen. Die A926 (Forfar–Friockheim) quert den Isla auf der nur wenige Meter entfernten Ruthven Bridge aus dem Jahre 1855. Bei Coupar Angus überspannt die Bridge of Couttie den Fluss mit fünf Bögen. Sie führt die von Dundee nach Dunkeld verlaufende A923. 600 Meter vor der Mündung in den Tay befindet sich mit der Bridge of Isla die einzige als Denkmal der höchsten schottischen Denkmalkategorie A klassifizierte Brücke über den Isla. Sie führt die A93 (Perth–Aberdeen).

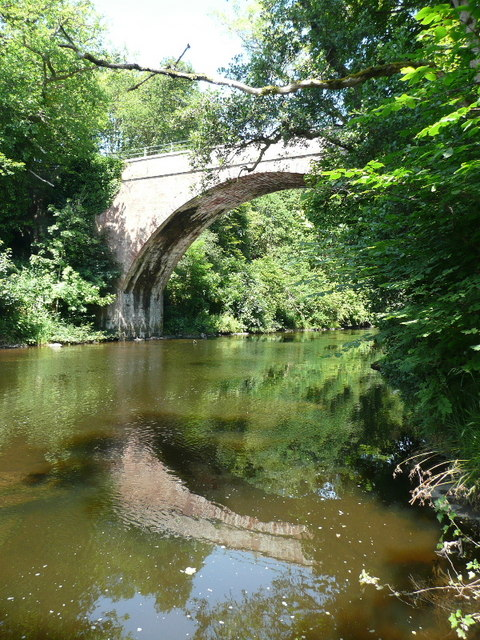
Bridge of Dillavaird
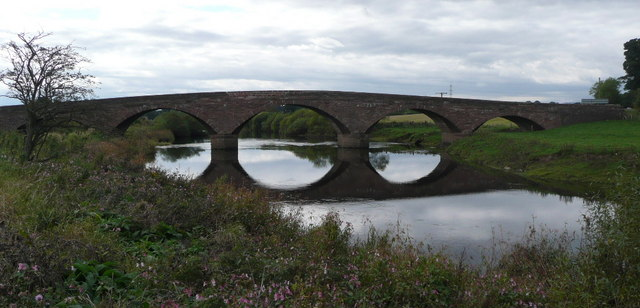
Bridge of Couttie
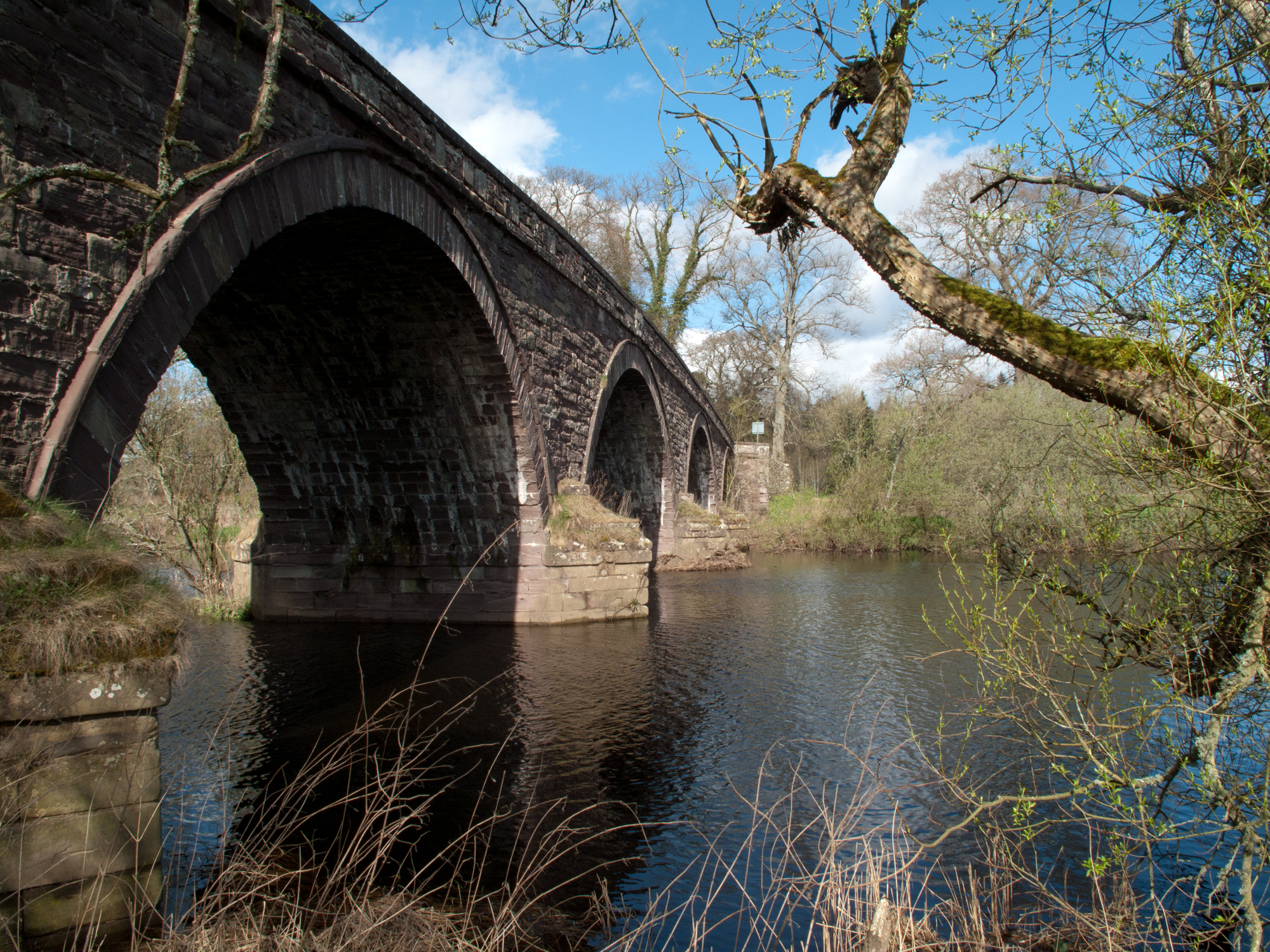
Bridge of Isla

## Umgebung
Nach rund 14 Kilometern passiert der Isla das Tower House Forter Castle. Wenige hundert Meter südlich des Tower House schwenkt die B951 von Westen ein und folgt dem Lauf des Isla, den sie im Weiler Brewlands Bridge quert, für rund zehn Kilometer. An der Mündung des Melgam Waters steht das Herrenhaus Airlie Castle, das auf ein Tower House aus dem 15. Jahrhundert zurückgeht. An der Mündung des Alyth Burns thronen die Ruinen Inverquiech Castles am Steilufer oberhalb des Flusses. Südlich von Ruthven finden sich die Ruinen des Castle of Ruthven am linken Ufer.
Als nördlichste Befestigungslinie der römischen Besatzung Schottlands wurde im 1. Jahrhundert die Gask-Ridge-Linie errichtet. Zu ihren östlichsten Ausläufern zählt das Kastell Cardean, das nahe der Mündung des Dean Waters am linken Ufer lag. Auf dem als Bodendenkmal geschützten Areal befindet sich außerdem ein Hügelgrab. Nahe der Mündung verläuft am rechten Ufer ein vermutlich piktischer Cursus. Das römische Kastell Cargill lag am rechten Isla-Ufer.